# Jakub Polák
Jakub Polák (1 de setembro de 1952 - 25 de setembro de 2012) foi um anarquista e ativista anti-racismo.  Polák estava envolvido principalmente com os direitos dos ciganos e as questões dos direitos dos ocupantes de imóveis.

## Biografia
Polák nasceu em Karlovy Vary e cresceu na Tchecoslováquia Marxista-Leninista. Ele se tornou um dissidente na adolescência, quando se envolveu na Primavera de Praga de 1968 e, como consequência, não foi autorizado a frequentar a universidade. Ele participou de várias atividades do movimento dissidente e underground. Ele foi cofundador do comitê de greve de 1989 que levou à Revolução de Veludo. Ele também esteve envolvido com o ramo tcheco do Movimento pela Sociedade Civil.

### Ativismo
Após a queda do Bloco de Leste, Polák fundou várias organizações e publicações abertamente anarquistas. Juntou-se ao "Levá alternativa" ("LA"; trad. "Alternativa de Esquerda"), eventualmente se tornando um membro de sua ala anarquista. O grupo se dividiu, com o anarquista LA se tornando o Československé anarchistické sdružení (ČAS; transl. Associação Anarquista da Tchecoslováquia). Em 1991, Polák e outros de ČAS fundaram a revista A-Kontra, que se tornou o órgão central do movimento anarquista tcheco na década de 1990 e início de 2000. Polák continuou envolvido com A-Kontra até sua morte, trabalhando como editor-chefe da revista.
Polák esteve envolvido em várias organizações e atividades anti-racistas. Ele trabalhou como "procurador" com inúmeras vítimas de ataques racistas e neonazistas, incluindo no caso de Tibor Danihel, uma vítima de um ataque de 1993 por skinheads racistas em Písek, Boêmia do Sul, que ele acabou apresentado ao Supremo Tribunal checo. Polák também foi fundamental nos casos do assassinato de Zdeněk Čepela em Tanvald em 1994; o assassinato de 1998 de Milan Lacek em Orlová; uma campanha racista de skinheads em 1998 em České Budějovice; o assassinato de 2001 de Ota Absolon em Svitavy; e um ataque de neonazistas em 2010 em Benešov. Ele também atuou como editor de várias publicações Romani, incluindo o Romano gendalos (trad. "Romani Mirror") entre 1993 e 1995, e com o noticiário Romea.cz até o fim de sua vida. O próprio Polák foi atacado em agosto de 1999, em um restaurante em Karvina, onde se encontrava com a ministra do governo Jana Chalupova, tratando a respeito do assassinato de um cigano por skinhead em 1998.
Polák foi ativo em movimentos de direitos de ocupação e habitação ao longo de sua vida. Em 1990, ele foi cofundador de um squat em Pplk. Rua Sochora em Praga. Ele permaneceu ativo nos movimentos pelos direitos dos posseiros pelo resto de sua vida. Mesmo nos últimos meses de sua vida, enquanto estava doente com câncer, Polák trabalhou com os ciganos em um caso envolvendo seu despejo e realocação de sua casa em Přednádraží, um bairro (às vezes descrito como um gueto ou favela) em Ostrava-Privoz.

### Morte
Jakub Polák morreu na terça-feira, 25 de setembro de 2012, de câncer.

## Prêmios
- 2000 - Prêmio František Kriegel da Fundação Charter 77 (Nadace Charty 77), pelo seu trabalho anti-racista